# Renate Riemeck
Renate Katharina Riemeck (* 4. Oktober 1920 in Breslau; † 12. Mai 2003 in Alsbach) war eine deutsche Historikerin, Pädagogin und Friedensaktivistin.

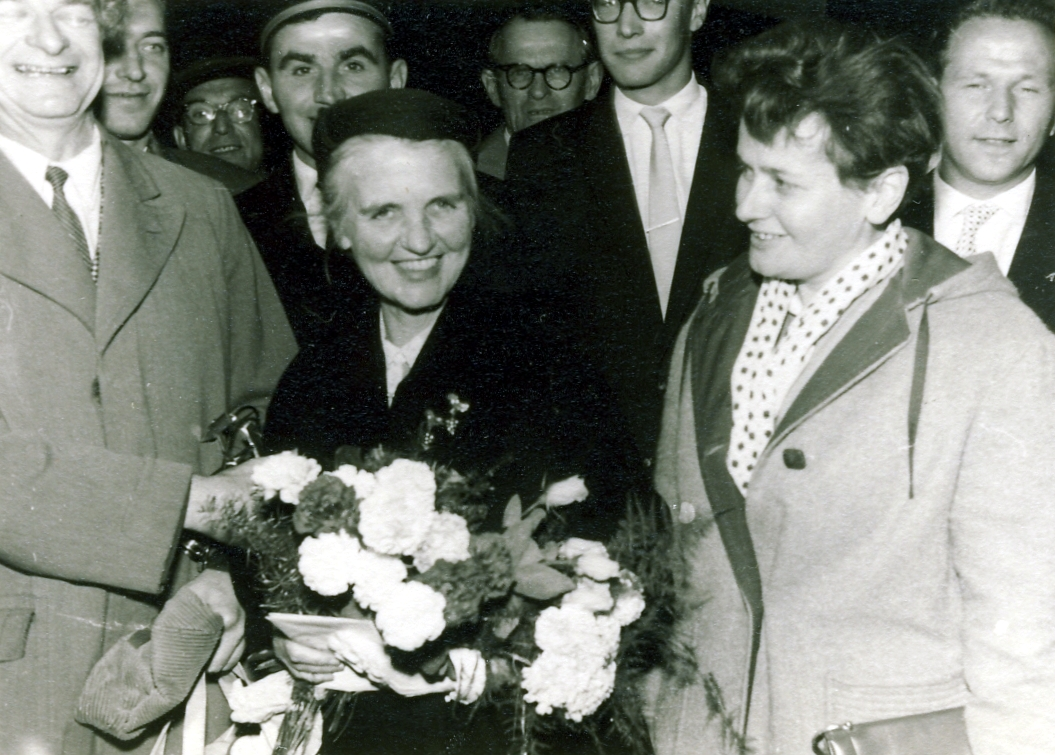
Renate Riemeck (rechts) mit Nobelpreisträger Linus Pauling und Ava Helen Pauling am 26. September 1958 auf einer Antikriegsveranstaltung im Saalbau Essen-Steele

## Leben
Renate Riemeck wuchs in Breslau, Stettin und Jena als Kind wohlhabender Eltern auf. Die Eltern trennten sich, als sie sieben war. Riemeck besuchte unter anderem eine Klosterschule. Der Großvater weckte in ihr das Interesse für Geschichte. Bereits als Jugendliche dezidiert kirchenkritisch speziell im Hinblick auf den Katholizismus, verband sie sich mit der ab 1941 verbotenen, anthroposophisch orientierten Christengemeinschaft. Gleichwohl beantragte sie am 6. Juli die Aufnahme in die NSDAP und wurde zum 1. Oktober desselben Jahres aufgenommen (Mitgliedsnummer 8.915.151). Spätestens in der ersten Hälfte 1943 trat sie wieder aus. Riemeck hat das allerdings zeit ihres Lebens geleugnet, auch in ihrer 1992 erschienenen Autobiographie Ich bin ein Mensch für mich.
Sie studierte sieben Semester Geschichte, Germanistik und Kunstgeschichte in München und vor allem in Jena; im März 1943 promovierte sie zum Dr. phil. mit einer Dissertation über Spätmittelalterliche Ketzerbewegungen. Darin stellte sie, wie später Kritiker befanden, die Pogrome gegen Juden im 14. Jahrhundert als „gerechtfertigten Protest“ dar. Trotz dieses Studienabschlusses soll sie danach Mitte 1943 noch der Arbeitsgemeinschaft Nationalsozialistischer Studentinnen (ANSt) beigetreten sein. Zu ihren akademischen Lehrern gehörten auch die NS-Rassepropagandisten Karl Astel und Hans F. K. Günther.
In Jena hatte sie mit der verwitweten Ingeborg Meinhof, Mutter der späteren konkret-Kolumnistin und Mitbegründerin der Rote Armee Fraktion, Ulrike Meinhof, Freundschaft geschlossen. Bald zog Riemeck mit ihrer Kommilitonin und späteren Lebensgefährtin Ingeborg Meinhof in einen gemeinsamen Haushalt. Beide waren Assistentinnen bei Johann von Leers, Inhaber des Lehrstuhls für „Deutsche Rechts-, Wirtschafts- und politische Geschichte auf rassischer Grundlage“ der Universität Jena, einem SS-Obersturmbannführer, der den Antisemitismus „wissenschaftlich“ zu begründen versuchte.
Nach dem Krieg wurde Riemeck Dozentin in der Lehrerbildung in Oldenburg, wohin sie mit Ingeborg und den Kindern umzog. Die antifaschistische Schulbildung vor allem der Volksschüler sah sie als wichtige politische Aktionsform; sie verfasste in der Besatzungszeit mit die ersten neuen Schulbücher. 1949, nach Ingeborgs Tod, erhielt sie die Vormundschaft für die beiden Töchter Wienke (* 1931) und Ulrike (* 1934), die sie zusammen mit Holde Bischoff versorgte und erzog. Später lehrte sie in Braunschweig und Weilburg.
Riemeck wurde 1946 Mitglied der SPD und kämpfte gegen Wiederbewaffnung und Wehrpflicht. 1955 wurde sie als jüngste westdeutsche Professorin an die Pädagogische Hochschule in Wuppertal berufen, wo sie Geschichte und Politische Bildung lehrte. Seit etwa 1958 aktives Mitglied der Internationale der Kriegsdienstgegner (IDK), wurde sie 1960 deren Vorsitzende. Sie engagierte sich in der Kampagne „Kampf dem Atomtod“, formulierte 1958 den „Appell der 44“, mit dem 44 Hochschullehrer die Gewerkschaften zum Widerstand gegen die Atomrüstung aufriefen, und gehörte 1960 zu den Gründungsmitgliedern der Deutschen Friedensunion (DFU), als deren Spitzenkandidatin sie widerwillig im Bundestagswahlkampf 1961 auftrat. In diesem Zusammenhang wurde sie wegen ihrer Affinität zu regimenahen Organisationen in der DDR und im Ostblock als politisch naiv kritisiert, da der SED-Staat verschiedene Publikationsorgane und Gruppierungen im Westen finanziell unterstützte, für die Renate Riemeck zeitweilig tätig war.
1960 wurde ihr von Kultusminister Werner Schütz trotz großer Proteste aus Hochschulkreisen die akademische Prüfungsberechtigung entzogen. In diesem Zusammenhang fand am 16. Juli 1960 vor dem Düsseldorfer Kultusministerium der wohl erste Sitzstreik von Studenten in Deutschland statt. Um dem drohenden Disziplinarverfahren zu entgehen, zog sich Riemeck in der Folge aus dem Staatsdienst zurück. 1961 erkrankte sie an einer (rechtsseitigen) Kinderlähmung, die sie von nun an  beeinträchtigte.
Lange Zeit schrieb sie entsprechend ihrer pazifistischen Haltung z. B. für die Deutsche Volkszeitung und die BK-Zeitschrift Die Stimme der Gemeinde, nahm an friedenspolitischen Tagungen in Ost-Berlin und Prag teil und arbeitete zunehmend im anthroposophischen Umfeld an Buchpublikationen zu historischen Themen. In dieser Zeit hatte sie freundschaftlichen Briefkontakt mit Albert Schweitzer bis zu dessen Tod.  1964 verließ sie die DFU, trat aber bis in die 70er Jahre bei zahlreichen Kundgebungen z. B. gegen die Atomrüstung als unabhängige Rednerin auf.
Riemeck mahnte 1971 in der Zeitschrift konkret („Gib auf, Ulrike!“), den bewaffneten Kampf in der RAF zu beenden, ohne aber die ursprünglichen Beweggründe ihrer geliebten Pflegetochter zu verurteilen: „Du solltest versuchen, die Chancen von bundesrepublikanischen Stadtguerillas einmal an der sozialen Realität dieses Landes zu messen“.
Im Jahr 1979 erhielt sie einen Lehrauftrag im Fachbereich Pädagogik an der Universität Marburg. 1980 überließ ihr Rolf Hochhuth den Geschwister-Scholl-Preis, um sie finanziell zu unterstützen. Bis zuletzt war sie als Publizistin und Geschichtsforscherin tätig, die letzten Jahre krankheitsbedingt zurückgezogen im hessischen Alsbach.

## Veröffentlichungen (Auswahl)
- Die spätmittelalterlichen Flagellanten Thüringens und die deutschen Geißlerbewegungen. Ein Beitrag zur Geschichte des deutschen Ketzertums. Dissertation Jena 1943, OCLC 633134830.
- als Hrsg.: Friedrich Schlegel, Vom romantischen Geist. Ausgewählte Aufsätze. Wedel 1946 (= Meister der kleinen Form. Band 1).
- Helferich Peter Sturz. Auf dem Wege zur klassischen Form. Hrsg. Renate Riemeck. Alster Verlag Curt Brauns, Wedel 1948
- Freunde und Helfer der Menschheit (mit Ingeborg Meinhof). 3 Hefte, Oldenburger Verlagshaus, Oldenburg 1949/1950[9]
- Kleiner Geschichtsatlas. Oldenburger Verlagshaus, Oldenburg 1950
- Geschichte im Überblick (als Herausgeberin). 4 Folgen, Oldenburger Verlagshaus, Oldenburg 1950/51
- Miteinander – Füreinander. Ein Lese- und Arbeitsbuch zur Sozialkunde für hessische Schulen (mit Otto Seitzer). Klett, Stuttgart 1956
- Zeitenwende. Europa und die Welt seit 1945. Stalling,[10] Oldenburg 1957
- Geschichte für die Jugend. 4 Bände, Mundus, Stuttgart 1959/1960
- Moskau und der Vatikan. 2 Bände, Stimme, Frankfurt am Main 1964/65; 3. erw. A. (in einem Band): Die Pforte, Basel 1988, ISBN 3-85636-052-2
- Mitteleuropa. Bilanz eines Jahrhunderts. Die Kommenden, Freiburg im Breisgau 1965; 5. A. Engel, Stuttgart 1997, ISBN 3-927118-14-1
- Jan Hus. Reformation 100 Jahre vor Luther. Stimme, Frankfurt 1966
- Der "Prager Frühling" oder was manche darunter verstanden. Monitor Verlag, Düsseldorf 1968
- Als die Stunde schlug, in Heinrich Fink, Hg.: Stärker als die Angst. Den sechs Millionen, die keine Retter fanden. Union, Berlin 1968, S. 71–75[11]
- Der andere Comenius. Böhmischer Brüderbischof, Humanist und Pädagoge. Stimme, Frankfurt am Main 1970
- Beispiele goetheanistischen Denkens. Der Mensch als geistiges Wesen. Die Pforte, Basel 1974
- Glaube – Dogma – Macht. Geschichte der Konzilien. Urachhaus, Stuttgart 1985
- Verstoßen – verfemt – verbrannt. 12 Ketzerschicksale aus acht Jahrhunderten. Urachhaus, Stuttgart 1986
- 1789. Heroischer Aufbruch und Herrschaft des Schreckens. Urachhaus, Stuttgart 1988
- Ich bin ein Mensch für mich. Aus einem unbequemen Leben. Urachhaus, Stuttgart 1992; 2. A. 1994
- Rosalia und ihre Nachfahren. Ostdeutsche Vergangenheit in Lebensbildern. Mayer, Stuttgart 1997, ISBN 3-932386-03-5
- Klassiker der Pädagogik von Comenius bis Reichwein. Marburger Sommervorlesungen 1981 / 1982 / 1983 mit Quellentexten. Hrsg. von Hans Christoph Berg, Bodo Hildebrand, Frauke Stübig und Heinz Stübig, Tectum-Verlag, Marburg 2014, ISBN 978-3-8288-3431-6.